# Flughafen Saragossa

i7
i11
i13
Der Flughafen Saragossa (spanisch Aeropuerto de Zaragoza; IATA-Code: ZAZ, ICAO-Code: LEZG) ist ein internationaler Verkehrsflughafen in der Autonomen Gemeinschaft Aragonien im Nordosten Spaniens. Er liegt an der Nationalstraße N-125 ca. elf Kilometer westlich von Saragossa. Der Flughafen ist Heimatflughafen der Zorex und wird als Base Aérea de Zaragoza auch von der spanischen Luftwaffe genutzt. Er diente der NASA früher als Notlandeplatz des Space Shuttle für den Fall eines TAL (transoceanic abort mode).

## Geschichte
Der heutige Flughafen hat seine Wurzeln im Aeródromo de Garrapinillos, das aus zwei jeweils zirka ein Quadratkilometer großen und vier Kilometer auseinanderliegenden Fluggeländen, Sanjurjo und Valenzuela, bestand. Ersteres war das näher zum Stadtzentrum Saragossas gelegene Flugfeld. Es wurde in der ersten Phase des Spanischen Bürgerkrieges eröffnet. Teile der deutschen Jagdstaffel flogen bereits im Oktober 1936, noch vor der Aufstellung der eigentlichen Legion Condor Einsätze von Saragossa. Die Nationalspanier und ihre Verbündeten nutzten die Plätze ab Oktober 1937 zunächst als Basis von He-51 Jagdflugzeugen und ab Ende 1937 auch von He-111 Bombern der Kampfgruppe 88. Letztere nutzte vorwiegend Sanjurjo als Haupteinsatzplatz, während die nationalspanischen und auch die italienischen Fliegereinheiten vorwiegend von Valenzuela aus operierten. Nach der Schlacht von Teruel kamen die Fliegerkräfte bei der Aragonoffensive, dem weiteren Vormarsch der Franco-Truppen Richtung Levante, der Ebroschlacht und den abschließenden Kämpfen in Katalonien zum Einsatz.
Nach dem Krieg wurden beide Plätze ab 1940 sowohl militärisch als auch zivil genutzt. Im September 1947 wurden die ersten Inlandsflüge von Sanjurjo durchgeführt und im folgenden Frühjahr wurden erste Auslandsziele von Valenzuela aus angeflogen. Im Jahre 1949 wurde die Start- und Landebahn vergrößert und 1951 nahm Aviaco erste Inlands-Linienflüge auf.
Im Kalten Krieg wurde die Basis gemäß dem Hispano-Amerikanischen Verteidigungs- und Kooperationsvertrag von 1953 als einer von drei Flugplätzen, neben Morón bei Sevilla und Torrejón bei Madrid, von der United States Air Force (USAF), der US-amerikanischen Luftwaffe, genutzt. Der Vertrag regelte auch die Marinebasis Rota. Der nötige Ausbau Valenzuelas begann 1954, die existierende Start- und Landebahn wurde vergrößert und eine weitere Piste wurde komplett neu gebaut. 1958 bis 1965 lag hier eine Staffel Abfangjäger, die 431. Fighter-Interceptor Squadron. Sie war anfangs mit F-86D Sabre ausgerüstet und gehörte zum Strategic Air Command (SAC).
1960 wurde die Basis an die United States Air Forces in Europe (USAFE) transferiert, die Staffel rüstete in diesem Jahr auf die F-102A/TF-102B Delta Dagger um. Parallel wurde Sanjurjo weiterhin von Spanien zivil und militärisch genutzt, seit 1961 auch mit internationalen Linienverbindungen und im Jahre 1965 erhielt Sanjurjo die heutigen Namen Aeropuerto de Zaragoza.
In den 1970er und 1980er Jahren war die US-Basis Heimat des 406th Tactical Fighter Training Wing, das keine eigenen Luftfahrzeuge im Bestand hatte. Im Rahmen des Golfkrieges war der Platz noch einmal 1990/1991 ein wichtiger Umschlagplatz der USAF, bevor der amerikanische Flugbetrieb Ende 1991 endete und der Betrieb der Basis im April 1992 an Spanien rückübertragen wurde.
Auf der "spanischen" Nord-Ost-Seite ist seit April 1973 zusätzlich das Ala 31 stationiert, das bis 1978 lediglich als 301. Staffel (Escuadrón 301) existierte. Der Zulauf der C-130H erfolgte zwischen Dezember 1973 und Anfang 1980, wobei die ersten Exemplare mit einer Ausrüstung zur Luftbetankung (KC-130H) 1976 eintrafen. Die C/KC-130H/H-30 wurden nach 47 Dienstjahren Ende 2020 außer Dienst gestellt.
Daneben liegt hier seit Dezember 1985 das Ala 15, das seit Juli 1986 die F/A-18 betreibt.
Im Jahre 2012 plante das European Air Transport Command erstmals das multinationale European Air Transport Training, das seither jährlich in Saragossa stattfindet. Für Einsätze von unbefestigten Pisten wird u. a. ein kleiner Behelfsflugplatz nördlich Ablitas’ genutzt. Zwei Jahre später fand hier der erste European Advanced Airlift Tactics Training Course (EAATTC) statt, diese Kurse finden hier inzwischen regelmäßig statt, und 2017 wurde hierzu ein festes Koordinations-Zentrum eröffnet.
Das NATO Tiger Meet fand erstmals im Mai 2016 in Saragossa statt, und im November desselben Jahres traf die erste Airbus A400M Atlas beim 31. Geschwader ein.

## Militärische Nutzung
Die Basis beherbergt zurzeit (2021) die folgenden (fliegenden) Verbände:
- Ala 15 (15. Geschwader) mit drei Staffeln taktischer Mehrzweckkampfflugzeuge EF-18A+/B+ Hornet, den Escuadróns 151, 152 und 153, mit einem Sollbstand von jeweils 16 Flugzeugen, seit Juli 1986
- Ala 31 (31. Geschwader) mit zwei Staffeln taktischer Transportflugzeuge, den Escuadróns 311, seit November 2016 ausgerüstet mit Airbus A400M Atlas[6], und 312, war bis Ende 2020 mit C-130 ausgerüstet.
- European Tactical Airlift Centre, Koordinationszentrum für die Einsatzausbildung europäischer Transportflieger, seit Juni 2017

Hinzu kommen eine Reihe weiterer nichtfliegender Verbände.

## Flughafenanlagen

### Start- und Landebahn
Der Flughafen Saragossa verfügt über zwei Start- und Landebahnen. Die längere Start- und Landebahn 12R/30L ist 3.718 Meter lang und 45 Meter breit. Die kürzere Start- und Landebahn 12L/30R ist 3.032 Meter lang und 45 Meter breit. Beide Start- und Landebahnen haben einen Belag aus Asphalt.

### Passagierterminal
Das Passagierterminal des Flughafens hat eine Kapazität von 2 Millionen Passagieren pro Jahr. Es ist mit sechs Flugsteigen ausgestattet.

## Fluggesellschaften und Ziele
Der Flughafen Saragossa wird im Linienverkehr von mehreren Fluggesellschaften angeflogen. Er wird mit fünf spanischen Zielen und neun Zielen im Ausland verbunden.

### Frachtfluggesellschaften
Frachtflüge werden an diesem Flughafen ebenfalls von mehreren Fluggesellschaften durchgeführt. Dabei werden Flugziele in Asien und Europa angeflogen. Die Frachtfluggesellschaft Zorex ist hier beheimatet.

## Verkehrszahlen
| Jahr  | Fluggastaufkommen | Luftfracht (Tonnen) | Flugbewegungen |
| ----- | ----------------- | ------------------- | -------------- |
| 2024* | 694.355           | 181.409             | 10.378         |
| 2023  | 685.690           | 129.856             | 9.716          |
| 2022  | 627.837           | 126.968             | 10.082         |
| 2021  | 278.449           | 194.493             | 9.168          |
| 2020  | 172.344           | 143.378             | 6.558          |
| 2019  | 467.783           | 182.619             | 8.772          |
| 2018  | 489.064           | 172.939             | 8.991          |
| 2017  | 438.035           | 142.185             | 7.965          |
| 2016  | 419.529           | 110.141             | 7.269          |
| 2015  | 423.873           | 85.741              | 7.051          |
| 2014  | 418.580           | 86.390              | 7.042          |
| 2013  | 457.595           | 71.661              | 7.597          |
| 2012  | 551.406           | 71.197              | 9.301          |
| 2011  | 751.097           | 48.647              | 11.970         |
| 2010  | 605.912           | 42.543              | 12.714         |
| 2009  | 528.313           | 36.890              | 12.750         |
| 2008  | 594.952           | 21.439              | 14.584         |
| 2007  | 512.184           | 20.151              | 14.757         |
| 2006  | 435.881           | 5.929               | 11.408         |
| 2005  | 381.849           | 3.855               | 9.906          |
| 2004  | 215.213           | 9.160               | 9.386          |
| 2003  | 228.069           | 8.366               | 10.748         |
| 2002  | 228.557           | 3.145               | 10.655         |
| 2001  | 222.167           | 2.195               | 10.454         |
| 2000  | 246.720           | 3.614               | 10.932         |

* 2024: Vorläufige Daten